# 尊常法親王
尊常法親王（そんじょうほうしんのう、文政元年6月14日（1818年7月16日） - 天保7年5月9日（1836年6月22日））は、江戸時代後期の法親王。伏見宮貞敬親王の第八王子で、母は一条輝子（一条輝良の娘）。幼名は欽宮（のぶのみや）、後に能布宮（読み方は同じ）。諱は守貴（もりたか）。
誕生直後の文政元年8月に光格天皇・勸修寺婧子の養子となる。文政5年（1822年）8月、一乗院門跡である尊誠法親王の後継者に選ばれて、天保3年（1832年）5月2日に親王宣下、同年12月に出家したが、4年後に19歳で急死した。諡号は成智心院。